# Chrząszczewko
Chrząszczewko [xʂɔ̃ʂˈt͡ʂɛvkɔ] là một thôn trên đảo Chrząszczewska trên đầm Kamieński, ở phía tây bắc Ba Lan., có dân số 210 người. 

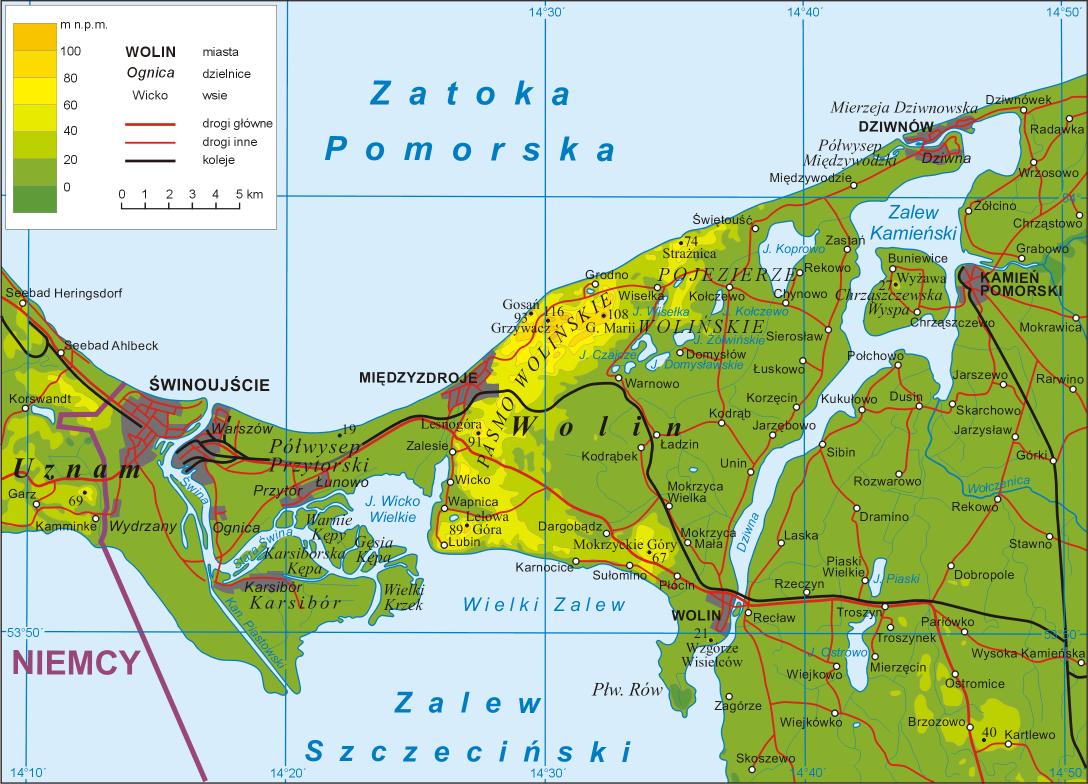
Một bản đồ của khu vực, bao gồm cả hòn đảo nơi ấp nằm.